# Прогресу (Риу-Гранди-ду-Сул)
Прогресу (порт. Progresso) — муниципалитет в Бразилии, входит в штат Риу-Гранди-ду-Сул. Составная часть мезорегиона Восточно-центральная часть штата Риу-Гранди-ду-Сул. Входит в экономико-статистический микрорегион Лажеаду-Эстрела. Население составляет 5928 человек на 2006 год. Занимает площадь 255,122 км². Плотность населения — 23,2 чел./км².

## История
Город основан 30 ноября 1987 года.

## Статистика
- Валовой внутренний продукт на 2003 составляет 64 655 654,00 реалов (данные: Бразильский институт географии и статистики).
- Валовой внутренний продукт на душу населения на 2003 составляет 10 656,94 реалов (данные: Бразильский институт географии и статистики).
- Индекс развития человеческого потенциала на 2000 составляет 0,738 (данные: Программа развития ООН).